# ريتشارد دفريوإكس
ريتشارد دفريوإكس (26 ديسمبر 1938 في المملكة المتحدة - ) (بالإنجليزية: Richard Devereux)‏ هو لاعب كريكت بريطاني. لعب مع نادي مقاطعة ورسسترشاير للكريكيت ‏.

## وصلات خارجية
- ريتشارد دفريوإكس على موقع إي آس بي آن كريك إنفو (الإنجليزية)